# 布多尼
布多尼（義大利語：Budoni），是意大利撒丁大区薩薩里省的一个市镇。总面积55.9平方公里，人口5056人，人口密度90.4人/平方公里（2012年）。ISTAT代码为104009。